# Hueytlalpan
Hueytlalpan es una localidad del estado mexicano de Puebla. Es cabecera del municipio de Hueytlalpan.

## Demografía
| Censo | Población |
| ----- | --------- |
| 1900  | 1427      |
| 1910  | 1585      |
| 1921  | 1846      |
| 1930  | 1497      |
| 1940  | 1808      |
| 1950  | 2050      |
| 1960  | 1976      |
| 1970  | 2360      |
| 1980  | 1356      |
| 1990  | 1867      |
| 1995  | 1622      |
| 2000  | 1961      |
| 2005  | 1775      |
| 2010  | 2023      |
| 2020  | 1976      |